# 中川勝彥
中川 胜彦（1962年7月20日—1994年9月17日）是日本东京都出生的演员及歌手，他是艺人中川翔子的父亲。

## 生平
在演出活动中，他的代表作為单元剧《穿越時空的少女》的「一夫」、连续剧《白虎队》的「冲田总司」、以及电影《转校生》的「齐藤良行」等等。而在声优活动中担任机器人动画《超力ロボ ガラット》的男主角配音。另外在音乐活动中，他总共推出了10张单曲及9张音乐大碟。
1994年9月17日，中川胜彦因急性骨髓性白血病去世，终年32岁。
2018年7月，中川勝彥過世約24年後，中川翔子被選中演出AC日本的「日本骨髓庫支援活動」和「還有人想活下去」的宣傳廣告。在廣告中，翔子提到了她九歲時因白血病去世的父親，父親的照片也被用在了廣告中。此外，在特別網站上，翔子也談到了她對父親的感受。

## 演出作品

### 电影
- ねらわれた学園（1981年）
- 海峡（1982年） - 高仓健／大谷直子的儿子
- 转校生（1982年） - 一美的长兄
- SPH（1983年、手塚眞監督）

### 电视剧
- 穿越時空的少女（1985年、富士电视台）- 一夫
- 白虎队（1986年12月30日 - 12月31日、日本电视台） - 沖田总司
- 火煙高田马场（1987年、日本电视台）
- 喧哗安兵卫 決斗高田马场（1989年、日本电视台）

### 电视动画
- 超力ロボ ガラット（1984年、名古屋电视台／日昇动画） - 主人公マイケル・マーシュ

### 电视节目
- ミッドナイトin六本木（1984年、朝日电视台）
- TOKIOロックTV（1985年、东京电视台）
- 笑っていいとも! テレフォンショッキング（1986年、富士电视台） - 客演

### 电台节目
- Joyful Pop（NHK-FM／桑田靖子）
- ヤンタン・キンド館（MBS电台／兵头由纪・北野诚・光一平・子守康範）
- 中川くんと太田くん（关西电台／太田贵子）

## 音乐

### 单曲
- してみたい（1984年2月22日、华纳先锋）
- 花の首飾り（1984年5月10日、华纳先锋）
- Please Understand Me（1984年10月1日、华纳先锋）
- Skinny（1985年5月25日、华纳先锋）
- ナンシーChang!（1985年7月10日、华纳先锋）
- クール・ロマンティック（1986年2月25日、华纳先锋）
- fromシンデレラ（1986年5月25日、华纳先锋）
- ラスト・ウィッシュ―同じ色のクリスマス（12inch）（1986年11月28日、华纳先锋）
- アルバイト・ドリーマー（1988年9月21日、NEC Avenue）
- I CALL YOU（1989年8月21日、NEC Avenue）

### 音乐专辑
- してみたい（1984年2月22日、华纳先锋）
- Double Feature（1984年9月25日、华纳先锋）
- ペントハウスの夏（1985年5月25日、华纳先锋）
- FROM PUBERTY（1986年6月25日、华纳先锋）
- MAJI-MAGIC（1987年2月25日、华纳先锋）
- ラヴァー・ピープル（1988年9月21日、NEC Avenue）
- HUMAN RHYTHM（1989年8月21日、NEC Avenue）
- CRACK SICK（1991年7月21日、Alfa Records（组合「10th st2nd」名义））
- MADE IN JAPAN（1991年11月21日、Alfa Records（组合「10th st2nd」名义））
- Again Me...（1994年12月21日、NEC Avenue）
- Rebirth（1995年10月21日、NEC Avenue）